# Uropeltis macrolepis
Espèce
Synonymes
- Silybura macrolepis Peters, 1862

Statut de conservation UICN

 LC  : Préoccupation mineure
Uropeltis macrolepis est une espèce de serpents de la famille des Uropeltidae. 

## Répartition
Cette espèce est endémique du Sud de l'Inde. Elle se rencontre dans les États du Maharashtra et du Gujarat,.

## Liste des sous-espèces
Selon The Reptile Database (16 décembre 2013) :
- Uropeltis macrolepis macrolepis (Peters, 1862)
- Uropeltis macrolepis mahableshwarensis Chari, 1955

## Publications originales
- Chari, 1955 : A new form of the burrowing snake, Uropeltis macrolepis (PETERS) from Mahableshwar. Journal of the Bombay Natural History Society, vol. 52, no 4, p. 901.
- Peters, 1862 "1861" : Über eine neue Art der Schlangengattung Silybura, S. macrolepis. Monatsberichte der Königlich preussischen Akademie der Wissenschaften zu Berlin, vol. 1861, p. 901-905 (texte intégral).